# Catedral de los Santos Cirilo y Metodio
La Iglesia de los Santos Cirilo y Metodio ha sido, desde 1935, una catedral ortodoxa y el principal templo del Consejo Metropolitano de la Eparquía Ortodoxa Checa. Construida en la década de 1730 como una iglesia barroca católica romana dedicada a San Carlos Borromeo, fue desconsagrada en 1783 y posteriormente utilizada para fines no religiosos. En 1942, fue el escenario de la última resistencia de los paracaidistas checoslovacos que atentaron contra el destacado nazi Reinhard Heydrich. La iglesia está situada en la esquina de las calles Resslova y Na Zderaze en la Ciudad Nueva de Praga. Desde el noreste, se extiende hacia el patio de la Universidad Técnica Checa (ČVUT).
El edificio de la iglesia es obra de los arquitectos barrocos Kilian Ignaz Dientzenhofer y Pavel Ignác Bayer, construido entre 1730 y 1736. Es una importante construcción de nave única con galerías laterales, una pequeña torre en la fachada y un tejado a dos aguas. Originalmente, estaba dedicada a San Carlos Borromeo, patrón de los enfermos. La iglesia católica romana formaba parte de un hogar institucional adyacente para sacerdotes jubilados, que fue cerrado en 1783 y convertido en cuartel y almacén. En 1866, el edificio pasó a formar parte de la Universidad Técnica Checa (ČVUT). El 29 de septiembre de 1935, la iglesia fue solemnemente dedicada a los santos Cirilo y Metodio, convirtiéndose en la sede del obispo ortodoxo Gorazd (nombre civil Matěj Pavlík).

## Ubicación
La iglesia está situada sobre una roca de pizarra, que hoy se presenta como una terraza elevada de tres a cuatro metros en comparación con el nivel de la calle y los edificios enfrente. Esto es resultado de la remodelación de la antigua Praga, durante la cual, en las décadas de 1880 y 1890, se unió la antigua aldea de Zderaz con la cercana Ciudad Nueva, se removió la roca y se demolió el distrito de la prisión estatal desactivada (anteriormente un monasterio de agustinos descalzos), y se realizaron modificaciones del terreno, entre ellas la apertura de la actual calle Resslova.
La Catedral de San Clemente, una imponente basílica neorrománica de tres bóvedas construida en piedra tallada según los cánones de las antiguas iglesias romanas, destaca como uno de los edificios eclesiásticos más significativos de Bohemia. Diseñada originalmente por el arquitecto vienés Karl Rösner y luego modificada por Vojtěch Ignác Ullmann de Praga, la construcción fue llevada a cabo entre 1854 y 1863 bajo la supervisión del constructor Jan Bělský y el maestro cantero Karel Svoboda.
Con una longitud de 75 metros y un ancho de 31 metros, la catedral se eleva con una bóveda principal de 27,5 metros de altura. Las altas agujas que la coronan alcanzan más de 78 metros de altura, mientras que en el extremo sur se encuentran tres ábsides semicirculares. En su época, la iglesia fue el edificio más grande de Praga y sus alrededores, siendo un orgullo para los habitantes de Karlín, quienes anhelaban tener su propia catedral digna. Este deseo se hizo realidad gracias a la iniciativa de la Unión Católica de Praga, especialmente del conde Otakar Černín y del canónigo de San Vito Jan Valerián Jirsík, quienes aseguraron que los deseos de la comunidad fueran cumplidos hacia 1851.

## Historia del lugar y la iglesia

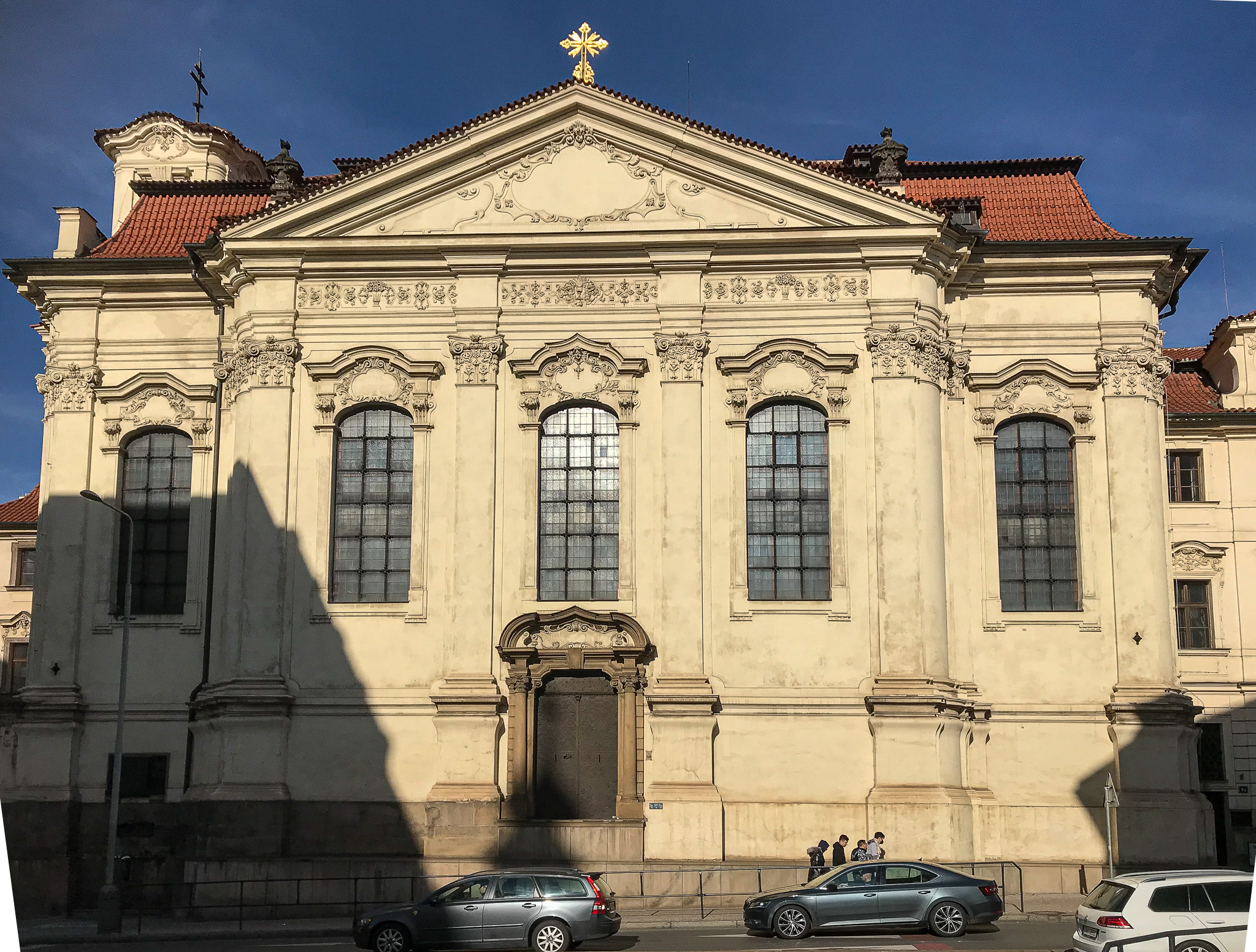
El templo de la calle Wenceslao

### Lugar y leyenda
Según la tradición oral, en el lugar del actual templo existía una pequeña iglesia que el príncipe Bořivoj I mandó construir y dedicar a su bautista, San Metodio. En realidad, el nombre local "Na Zderaze" deriva del nombre propio Zderad, propietario del terreno, un noble y miembro de la corte de los Přemyslidas, que fue asesinado en 1091 durante el asedio de Brno. No está claro dónde fue enterrado exactamente. El nombre de Zderad se mencionó también en documentos de propiedad posteriores y se incorporó al nombre de la aldea Zderaz y de la calle Na Zderaze, que rodea la iglesia por el oeste y el sur. La leyenda de Cirilo y Metodio se transmitió hasta la época barroca.

### Edad Media
Desde 1115, la aldea de Zderaz, en las afueras de Praga y en la ruta entre el Castillo de Praga y Vyšehrad, tenía su iglesia, probablemente dedicada a los santos Pedro y Pablo. Cuando la aldea pasó a manos de los hermanos Hrabiš y Slavko de la familia Hrabišic, antes de 1188, llamaron a la orden de los Caballeros del Santo Sepulcro de la regla de San Agustín (con el símbolo de la cruz patriarcal de dos brazos), quienes construyeron el monasterio de Zderaz con la iglesia conventual gótica temprana de San Pedro y San Pablo (situada al noreste de la iglesia de San Carlos Borromeo) y la iglesia parroquial de San Venceslao, que aún hoy se encuentra sobre la roca original en la esquina de las calles Resslova y Dittrichova. El hijo de Hrabiš, Kojata, dejó estos terrenos al monasterio en su testamento de 1227.
Durante las guerras husitas, la iglesia de San Pedro y San Pablo sufrió graves daños, conservándose solo parte del coro. No se ha demostrado arqueológicamente la existencia de un santuario en el lugar de la actual iglesia de San Cirilo y Metodio.

### Barroco

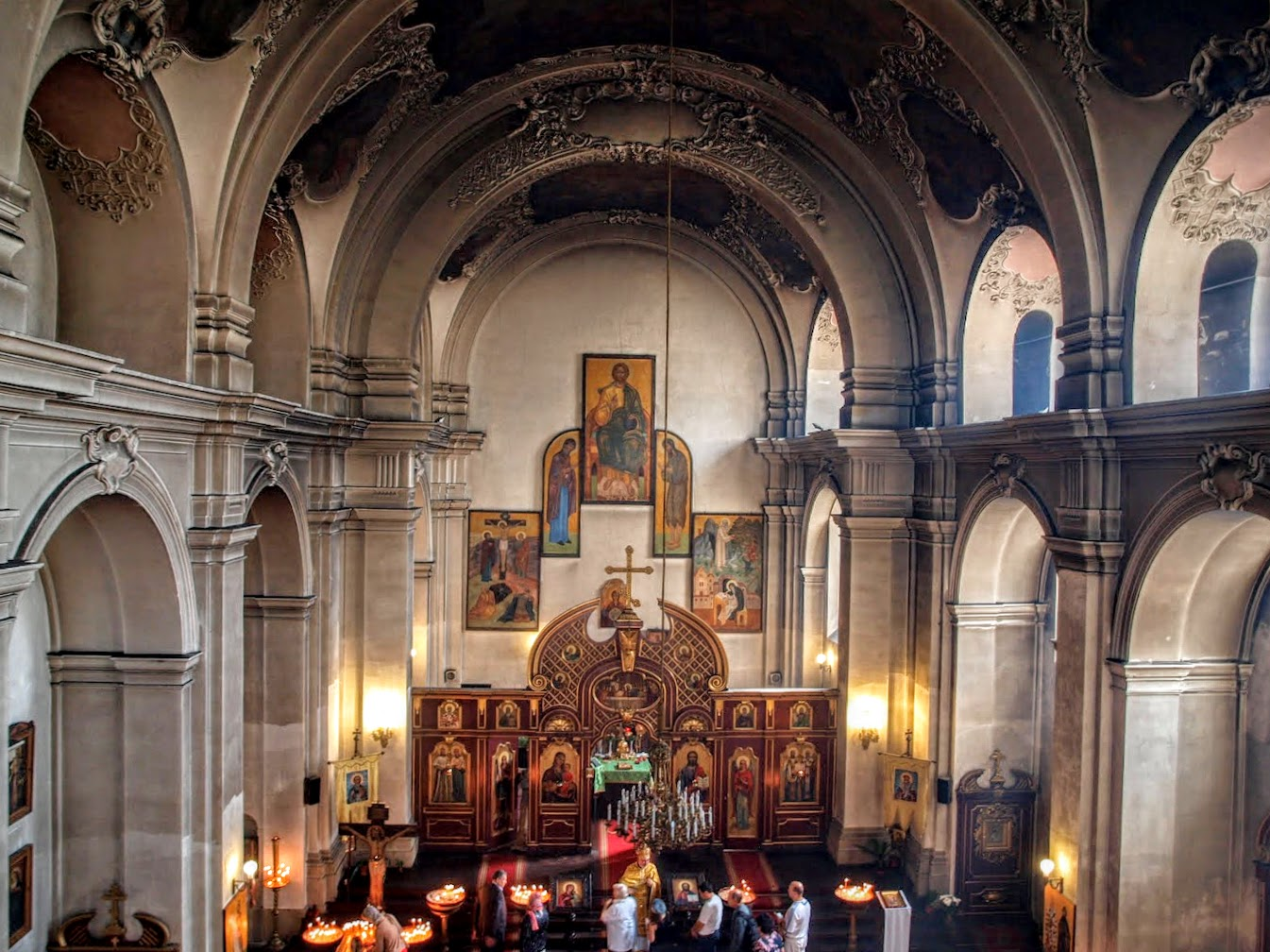
Interior de la iglesia.

Después de las guerras husitas, el monasterio sobrevivió con dificultades y vendió parte de sus terrenos para casas burguesas. Un nuevo convento fue construido después de 1642 por los agustinos, al este de la actual calle Resslova. En la parte libre del jardín del monasterio, el arzobispo de Praga, Jan Josef Breuner, fundó en 1705 un hogar para sacerdotes jubilados. Junto a él, después de 1730, también se construyó la iglesia católica romana de San Carlos Borromeo. La construcción fue iniciada bajo la dirección del diseñador Pavel Ignác Bayer, pero tras su muerte en 1733, la dirección de la obra fue asumida primero por el arquitecto y constructor Kristián Spannbruker, y luego por Kilian Ignaz Dientzenhofer, quien modificó los detalles del proyecto y completó el edificio en 1740. La iglesia fue dedicada al santo italiano y patrón de los enfermos y sufrientes, San Carlos Borromeo, arzobispo de Milán de 1538 a 1584. La decoración escultórica en piedra fue realizada por el escultor František Devoty, y se conservan, por ejemplo, las estatuas alegóricas de la Fe y la Justicia sobre la entrada principal.
La iglesia estaba conectada con el hogar para sacerdotes católicos romanos retirados, y su cripta subterránea de dos niveles, con nichos para tumbas, servía como cementerio para sacerdotes.

## Supresión de la iglesia
La iglesia y el hogar fueron suprimidos el 12 de enero de 1783 como parte de las reformas del emperador José II. El mobiliario interior fue en gran parte vendido. Por ejemplo, el altar mayor fue trasladado a la iglesia en Kozmice, cerca de Benešov. Los edificios fueron transformados en 1785 en almacenes militares y cuarteles. Desde 1869, el complejo fue utilizado por la Universidad Técnica Checa como Centro Tecnológico Checo. El proyecto considerado para un aula para matemáticos no se llevó a cabo. En 1885, el nivel del terreno de la calle Resslova se redujo, lo que elevó el nivel de la iglesia, y fue necesario construir un muro con una reja en la terraza elevada.

### SigloXX– Ortodoxia

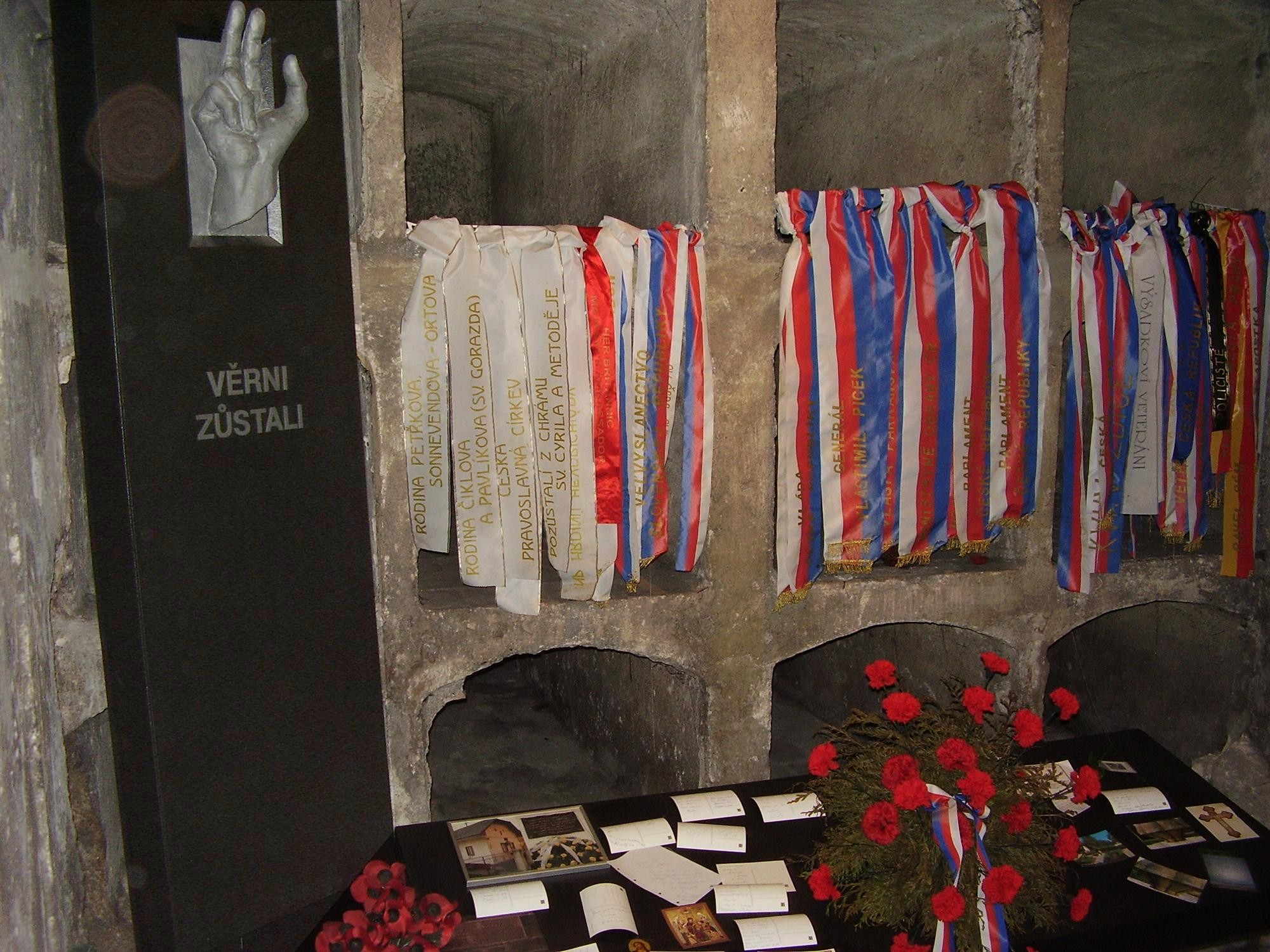
Interior en la cripta

Cuando el obispo Gorazd fundó la Iglesia Ortodoxa Checa en 1921, comenzó, junto con los líderes de la iglesia, a buscar una iglesia existente y no utilizada adecuada para la nueva catedral. El 29 de julio de 1933, el consejo de ministros checoslovaco, a solicitud de la eparquía ortodoxa checa, otorgó a la iglesia checa el uso a largo plazo de la antigua iglesia católica romana de San Carlos Borromeo en la esquina de las calles Resslova y Na Zderaze. El alquiler a largo plazo incluía la obligación de realizar numerosas modificaciones, las cuales la eparquía checa llevó a cabo en la iglesia, incluyendo un nuevo acceso y renovaciones interiores.
La ceremonia de consagración de la primera iglesia ortodoxa en Praga se celebró el 28 de septiembre de 1935, en la festividad del santo checo San Venceslao. La fecha original del 14 de octubre de 1934 se pospuso por motivos de respeto, ya que en esa fecha fue asesinado el rey Alejandro I Karađorđević, quien fue uno de los principales mecenas de la iglesia ortodoxa checa (participó materialmente, por ejemplo, en la construcción de la iglesia de la Dormición de la Virgen en el cementerio de Olšany en Praga). La consagración fue realizada por el obispo Gorazd con la asistencia del metropolitano serbio Dositej, el obispo de Transcarpacia Damaskin y el obispo ruso Sergije. La catedral fue dedicada a los santos Cirilo y Metodio, quienes originalmente llevaron el cristianismo eslavo a la Gran Moravia, y de quienes surgió la iglesia en las tierras checas. Los restos de ambos santos, el mártir San Averkio y el arzobispo serbio San Arsenije, están enterrados bajo el altar. La primera pintura colocada en la pared norte de la nave fue un óleo titulado "Descendimiento de la Cruz" del pintor yugoslavo Cetković, datado en 1927.

### Segunda Guerra Mundial

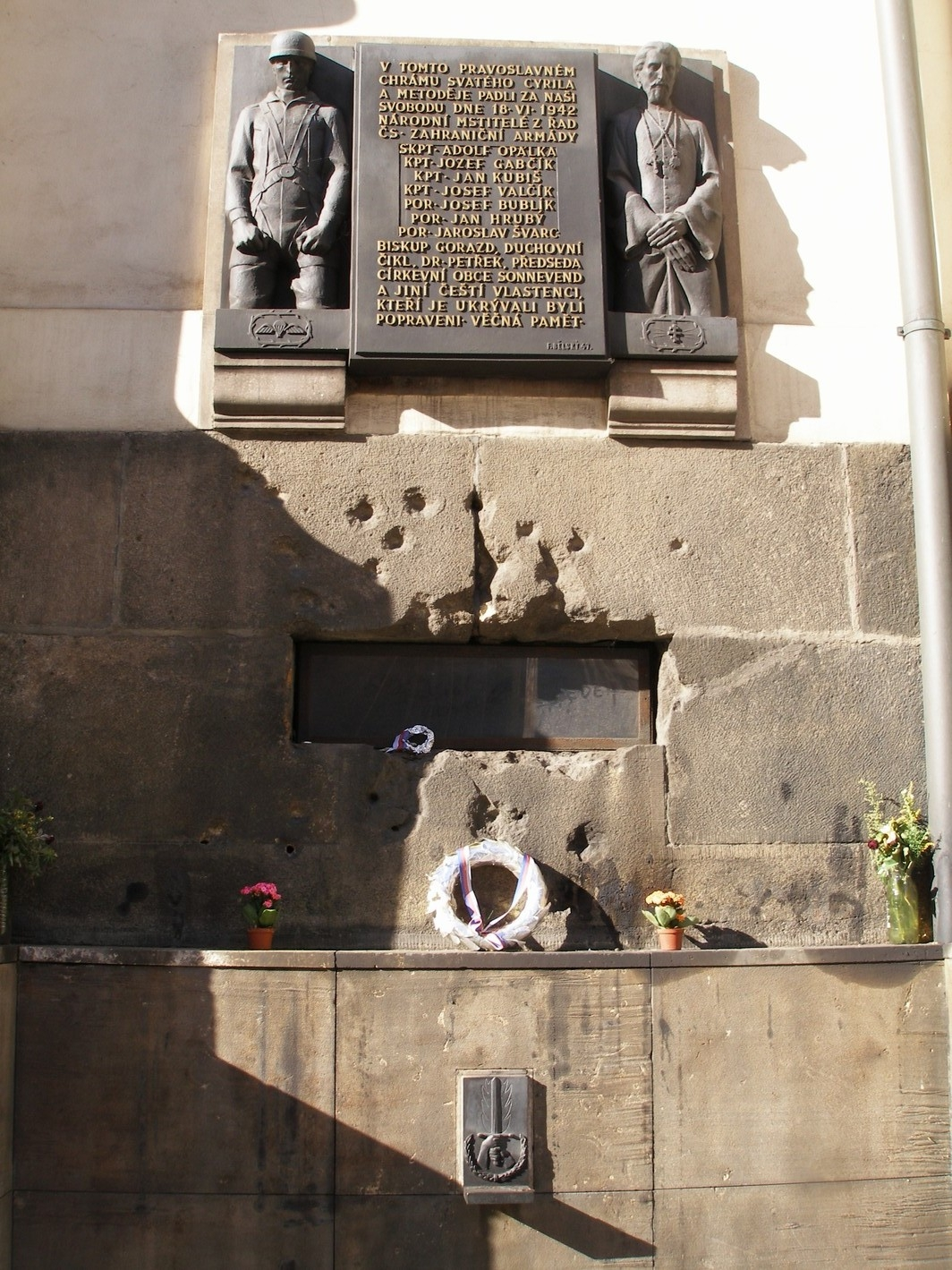
Los impactos de bala en el exterior son testigos de un enfrentamiento decisivo entre el ejército checoslovaco exiliado y la resistencia local contra las fuerzas de ocupación nazis, en un último acto de resistencia durante la Segunda Guerra Mundial.

Durante la ocupación nazi alemana, la catedral de San Cirilo y San Metodio se inscribió significativamente en la historia reciente de Checoslovaquia. Fue el escenario de la resistencia final de un grupo de miembros del exilio checoslovaco que participaron en el atentado contra el representante del protectorado nazi, Reinhard Heydrich. Después de completar la operación Anthropoid el 27 de mayo de 1942, Jan Sonnevend y el sacerdote ortodoxo ThDr. Vladimír Petřek proporcionaron refugio a siete paracaidistas checoslovacos en la cripta bajo la catedral en colaboración con la resistencia doméstica no comunista. Estos valientes soldados fueron: Adolf Opálka, Jozef Gabčík, Jan Kubiš, Josef Valčík, Josef Bublík, Jan Hrubý y Jaroslav Švarc.
Inicialmente, se planeó que el grupo se escondiera solo temporalmente, pero Karel Čurda, uno de los paracaidistas del grupo "Out Distance", que luego se convirtió en informante de la Gestapo, reveló su escondite a los fascistas antes de que pudieran escapar. El 18 de junio, la catedral fue cercada por 800 agentes de la Gestapo. La orden era capturar a los paracaidistas vivos. Tres de ellos cayeron defendiendo la nave principal de la catedral. Después de que la Gestapo descubriera el escondite en la cripta de la catedral, siguieron los combates para capturar la cripta. Cuatro checos no se rindieron y lucharon en la cripta hasta que se les acabaron las últimas cuatro balas que se guardaron para ellos. En el exterior de la iglesia y en el interior (en las barandas y en el suelo del coro), todavía son visibles las marcas de los disparos de las armas alemanas.

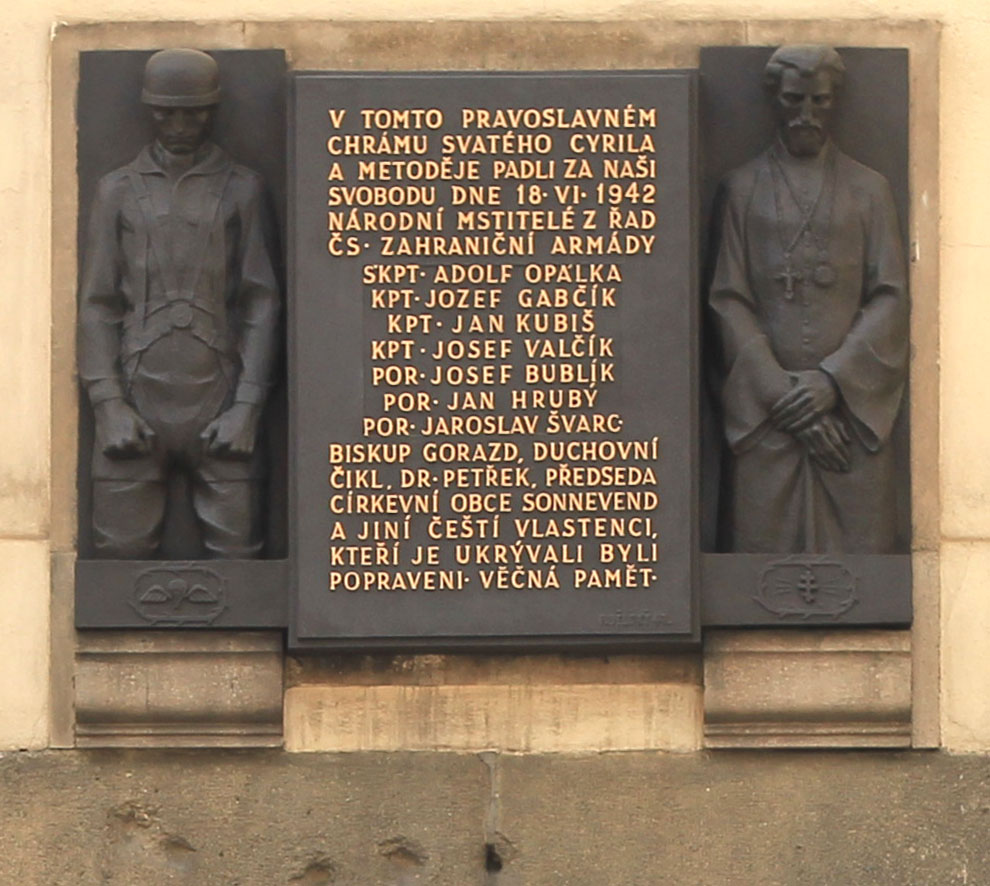
Placa conmemorativa en la iglesia ortodoxa de San Cirilo y San Metodio en la calle Resslova en Praga, donde los miembros del grupo de paracaidistas murieron en combate contra los alemanes.

Varios habitantes de Ležáky ayudaron a este último grupo proporcionándoles un escondite para su aparato de radio. El obispo Gorazd intentó poner fin al terror nazi que siguió al atentado sacrificándose a sí mismo. Escribió varias cartas al presidente del gobierno del protectorado, al ministro de educación y a la oficina del protector del Reich, asumiendo toda la responsabilidad por esconder a los paracaidistas y estando dispuesto a aceptar cualquier castigo, incluso la muerte, para salvar a sus compañeros. Fue arrestado el 25 de junio y se impuso la ley marcial que afectó a todos, incluido él. Sin embargo, las represalias contra la población continuaron, como la destrucción del pueblo de Lidice el 10 de junio de 1942, donde todos los hombres fueron fusilados y las mujeres y los niños fueron enviados a campos de concentración. Solo 17 niños fueron deportados a Alemania para "reeducación". La aldea entera fue incendiada y nivelada con el suelo. Catorce días después, el 24 de junio, los nazis quemaron el pueblo de Ležáky en represalia por ayudar a los paracaidistas del grupo Silver A, que incluía a Alfréd Bartoš, Josef Valčík y Jiří Potůček. Durante el ataque a Ležáky, los nazis asesinaron inmediatamente a 33 habitantes, incluidas 18 mujeres y 15 hombres. Otros siete habitantes del pueblo y más de treinta colaboradores de los paracaidistas fueron fusilados el 25 de junio y el 2 de julio de 1942. Once niños de Ležáky encontraron la muerte en un vagón de gas en Chelmno, Polonia, el 25 de julio de 1942. Solo las hermanas Šťulík sobrevivieron y fueron enviadas por los fascistas a Alemania para "reeducación".

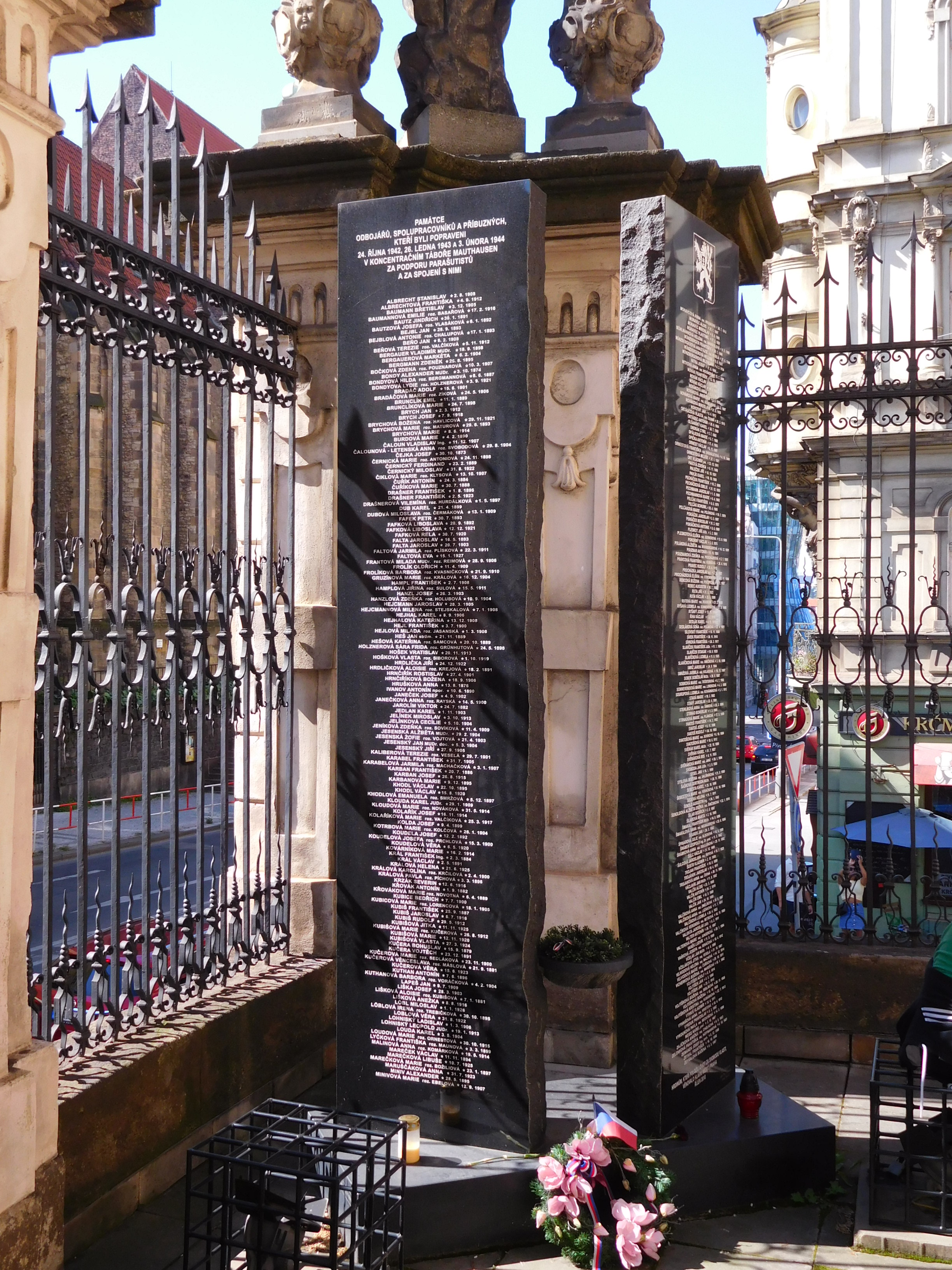
Monumento a los combatientes de la resistencia ejecutados y martirizados en relación con la Operación Antropoide, en la entrada de la Catedral de los Santos Cirilo y Metodio.

El juicio de los miembros de la Iglesia Ortodoxa Checa se celebró el 3 de septiembre de 1942. El obispo Gorazd, el padre Čikl y el presidente del consejo de ancianos Sonnevend fueron condenados a muerte por fusilamiento al día siguiente. El Dr. Petřek fue ejecutado el 5 de septiembre. Por ayudar a los paracaidistas, 263 checos fueron arrestados, transportados al campo de concentración de Mauthausen y fusilados el 24 de octubre, incluidos nueve miembros de la congregación catedralicia de la Iglesia Ortodoxa, que eran: Marie Čiklová, la esposa del decano, Marie Gruzinnova, la secretaria del obispo Gorazd, Marie Sonnevendová, la esposa del presidente del consejo, Ludmila Rysová, miembro del coro, Václav Ornest, sacristán, su esposa Františka Ornestová y su hija Miluše Ornestová, miembro del coro y de la asociación juvenil, así como Karel Louda y Marie Loudová, ambos miembros del coro. La Iglesia Ortodoxa perdió entonces a 13 personas.
El Protector del Reich para Bohemia y Moravia emitió el 27 de septiembre de 1942 un decreto que cerraba inmediatamente todas las iglesias ortodoxas checas y confiscaba sus propiedades. Los sacerdotes ortodoxos fueron llevados a trabajos forzados en Alemania, lo que prácticamente destruyó la iglesia ortodoxa checa de aquel tiempo.

#### Monumento Nacional a los Héroes del Terror de Heydrich
La exposición está ubicada en la cripta subterránea de la iglesia barroca de los Santos Cirilo y Metodio. Se trata de un auténtico lugar de batalla de la Segunda Guerra Mundial en Praga, en un escondite secreto que la Iglesia Ortodoxa Checa proporcionó a los paracaidistas checoslovacos del 27 de mayo al 18 de junio de 1942 después del ataque a Reinhard Heydrich.

### Después de 1945
Con el fin de la guerra en 1945, la catedral devastada fue devuelta a los restantes creyentes ortodoxos. El primer servicio religioso tuvo lugar el 13 de mayo de 1945 en el patio frente al edificio de la catedral, donde comenzaron los trabajos de reconstrucción. El 17 de junio de 1945, durante el tercer aniversario de la así llamada "Heydrichiada", se celebró un servicio conmemorativo abarrotado en la catedral en honor a las víctimas del terror. La catedral fue consagrada nuevamente el 5 de julio de 1947, ya que había sido profanada por el ataque de la Gestapo en 1942. En 1946, el apartamento del sacristán asesinado, Václav Ornest, fue convertido en una capilla conmemorativa en honor al obispo Gorazd y fue consagrado el 12 de noviembre de 1947. El 28 de octubre de 1947 se desveló una placa conmemorativa de bronce, adornada con esculturas de los retratos de los paracaidistas que murieron en la catedral y del obispo Gorazd, colocada en la pared exterior de la catedral. El obispo Gorazd fue canonizado el 4 de septiembre de 1987.

### Después de 1989

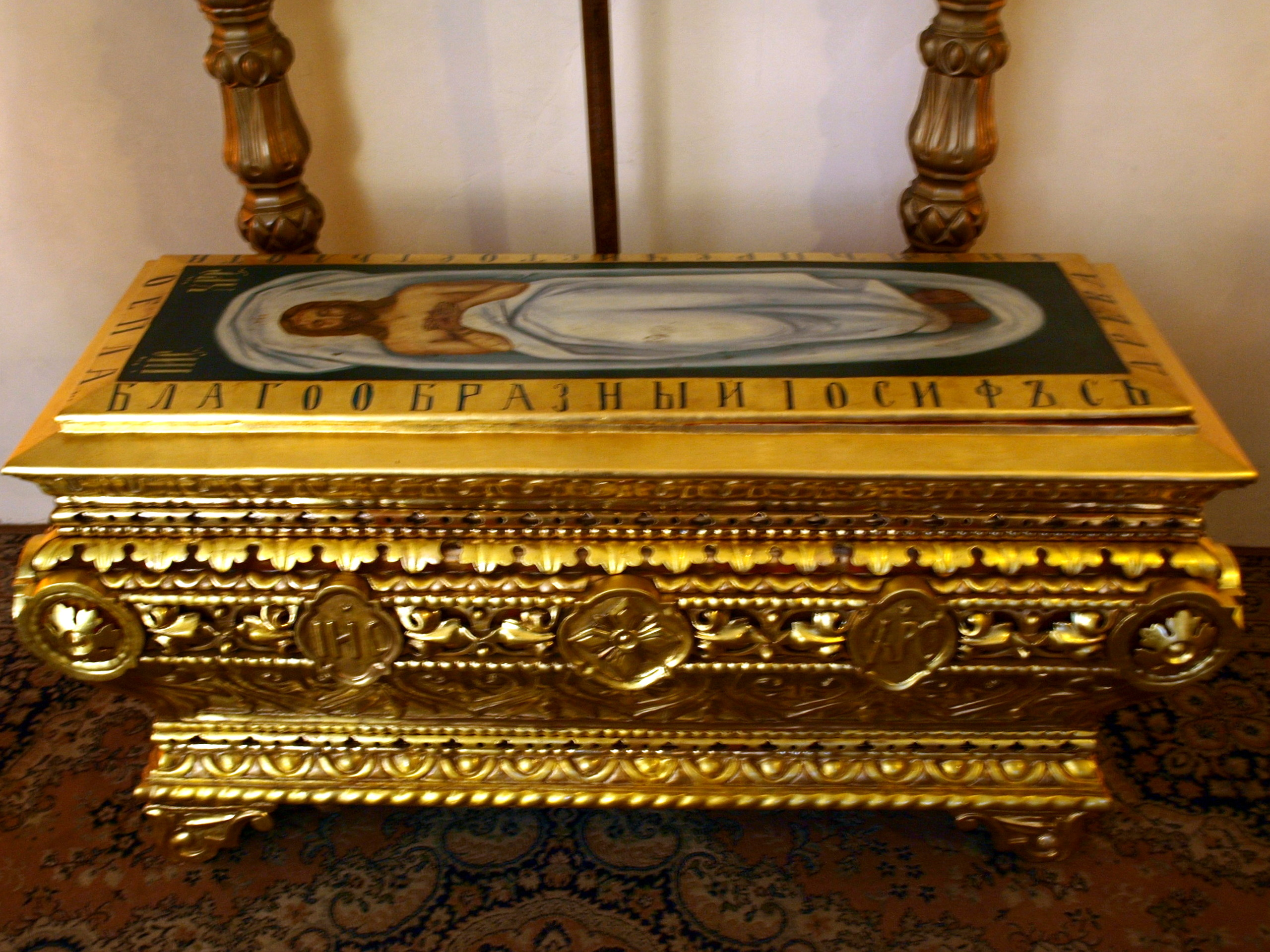
Santo Sepulcro simbólico en el templo

Después de 1989, la catedral fue renovada gracias también a la nueva comunidad de creyentes de Bielorrusia, Rusia y Ucrania. El interior está decorado según los principios de la iconografía ortodoxa, con un iconostasio y iconos restaurados. Cada 18 de junio se celebra anualmente un servicio conmemorativo en memoria de las víctimas de la Heydrichiada. El evento conmemorativo anual culminó en la declaración de la catedral ortodoxa de San Cirilo y San Metodio como Monumento Nacional a los Héroes de la Heydrichiada - Lugar de Reconciliación. Esto ocurrió con motivo del 60º aniversario de la consagración original de la iglesia como la primera catedral ortodoxa checa el 28 de septiembre de 1995.
En 1998 se llevó a cabo la reconstrucción del interior de la iglesia, lo que se conmemora con una placa conmemorativa de metal con el siguiente texto: 

En 1998, la reconstrucción del interior de la catedral ortodoxa de San Cirilo y San Metodio en Praga fue llevada a cabo gracias a: bettas engineering, empresa de construcción de náchod, - magistrado de la ciudad de praga, superior y administrador espiritual de la catedral, el protopresbítero
ThDr. jaroslav švarský

Actualmente funciona como la catedral de la eparquía ortodoxa de Praga de la Iglesia Ortodoxa Checa. Los servicios religiosos se celebran aquí: los vespertinos todos los sábados a las 17:00 horas y los dominicales a las 9:30 horas. Además, se realizan servicios religiosos de acuerdo con el calendario eclesiástico.
El 26 de enero de 2011 se desvelaron placas de mármol con 294 nombres de miembros de la resistencia anticomunista en el patio. Estos eran principalmente colaboradores y miembros de familias. En mayo de 2012, se repintó parcialmente el interior de la iglesia en blanco. Desde 2016, el administrador espiritual de la iglesia es el arzobispo de Praga y de las tierras checas, Michal. En 2019, la iglesia fue declarada Monumento Cultural Nacional.

## Lugar de Reconciliación
La iglesia también fue declarada Lugar de Reconciliación checo-alemán.
El 26 de agosto de 2021, Frank-Walter Steinmeier visitó como primer presidente alemán el Monumento Nacional a los Héroes de la Heydrichiada. En la calle Resslova de Praga, honró la memoria de los paracaidistas checoslovacos que murieron en la lucha contra los nazis después del atentado contra el representante del Reich Reinhard Heydrich.

## Galería

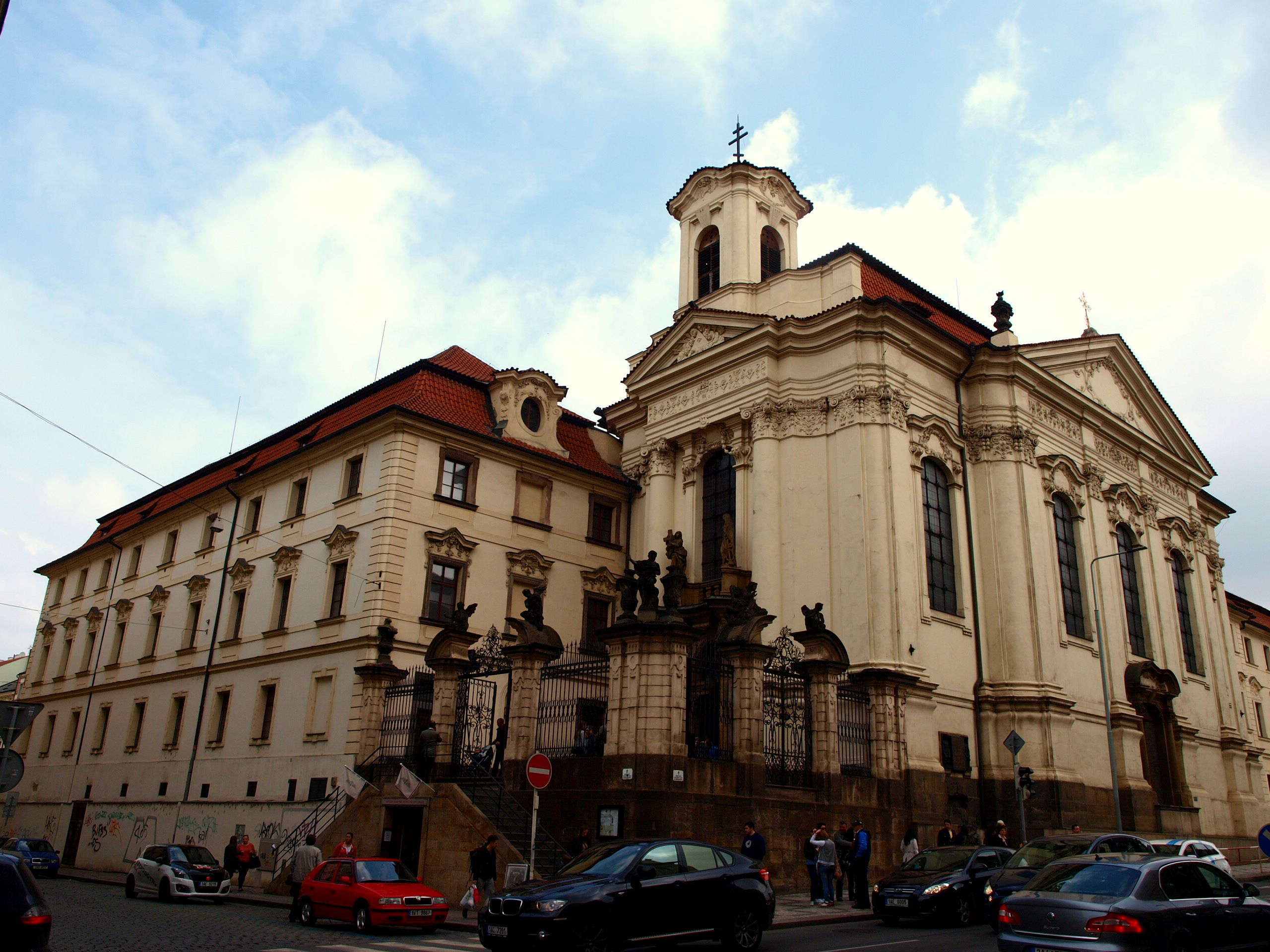
Catedral de San Cirilo y San Metodio con el edificio adyacente
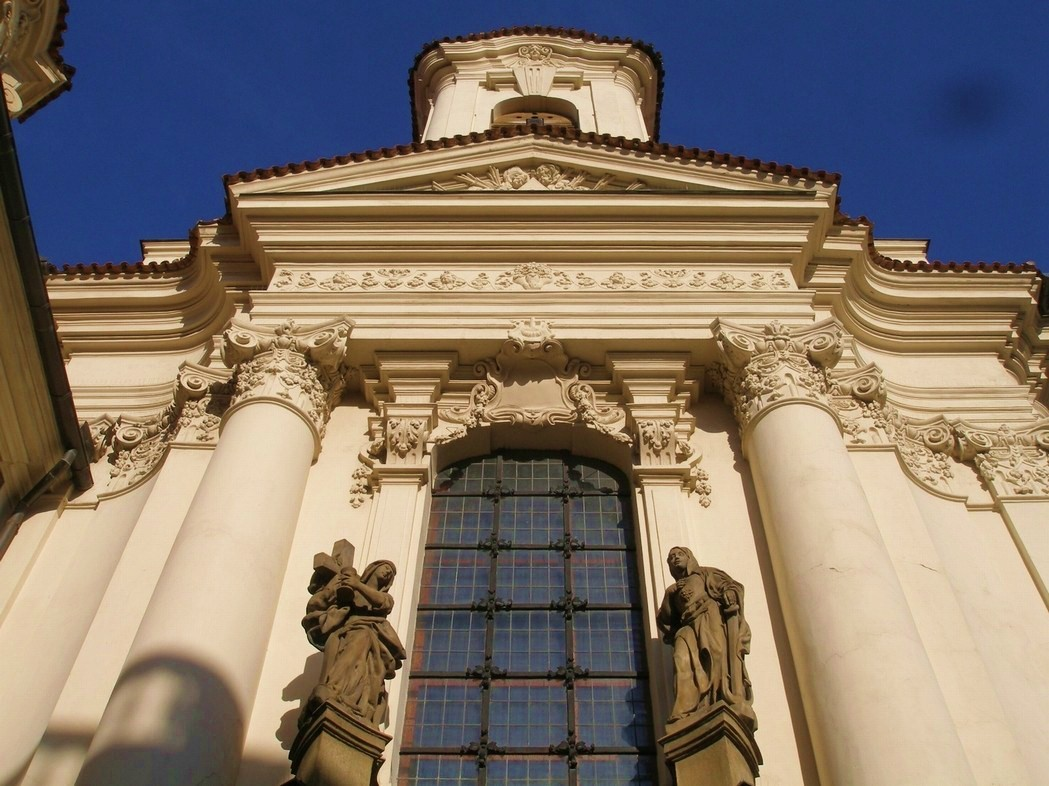
Portal de la catedral
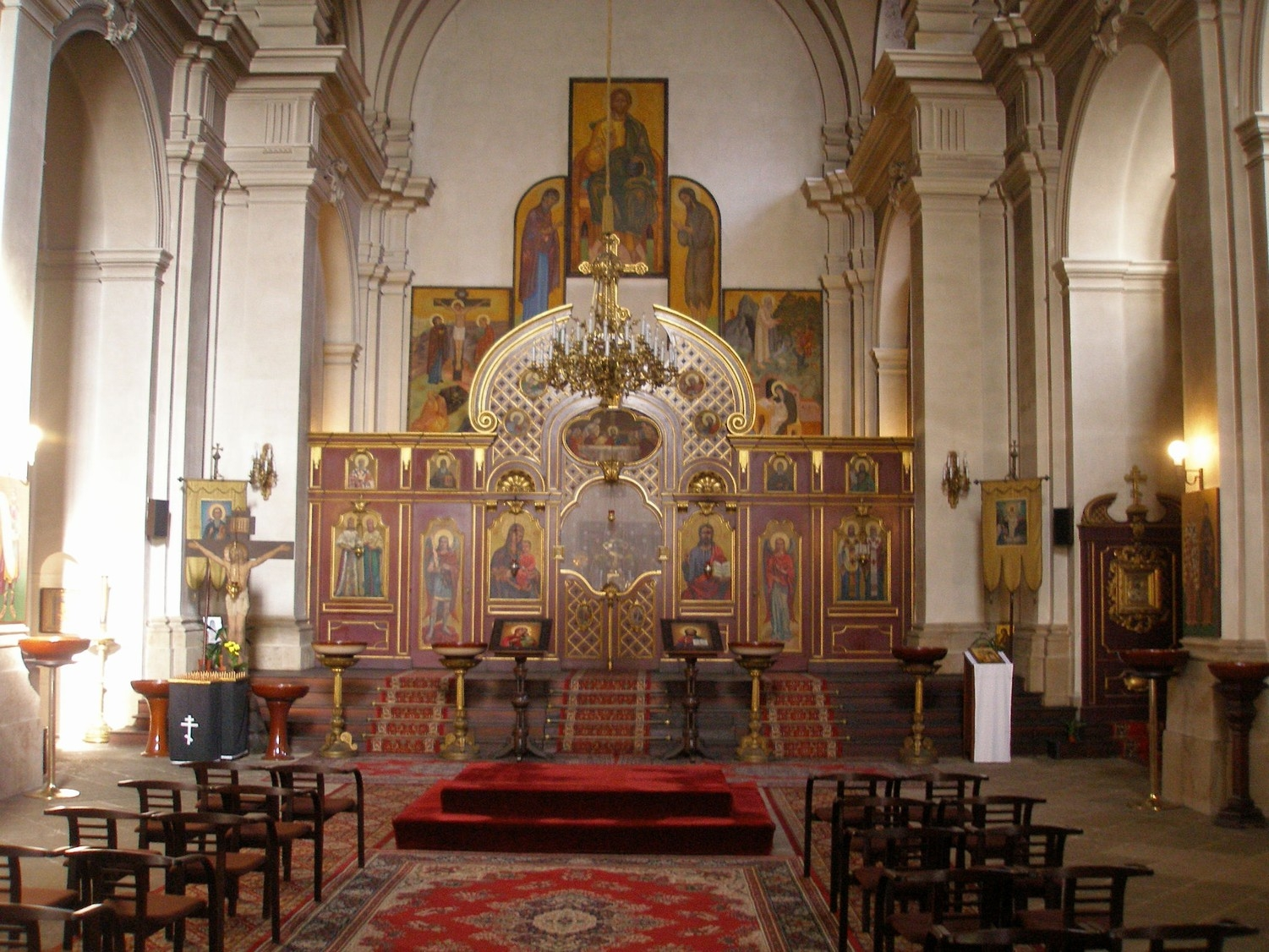
Interior de la catedral
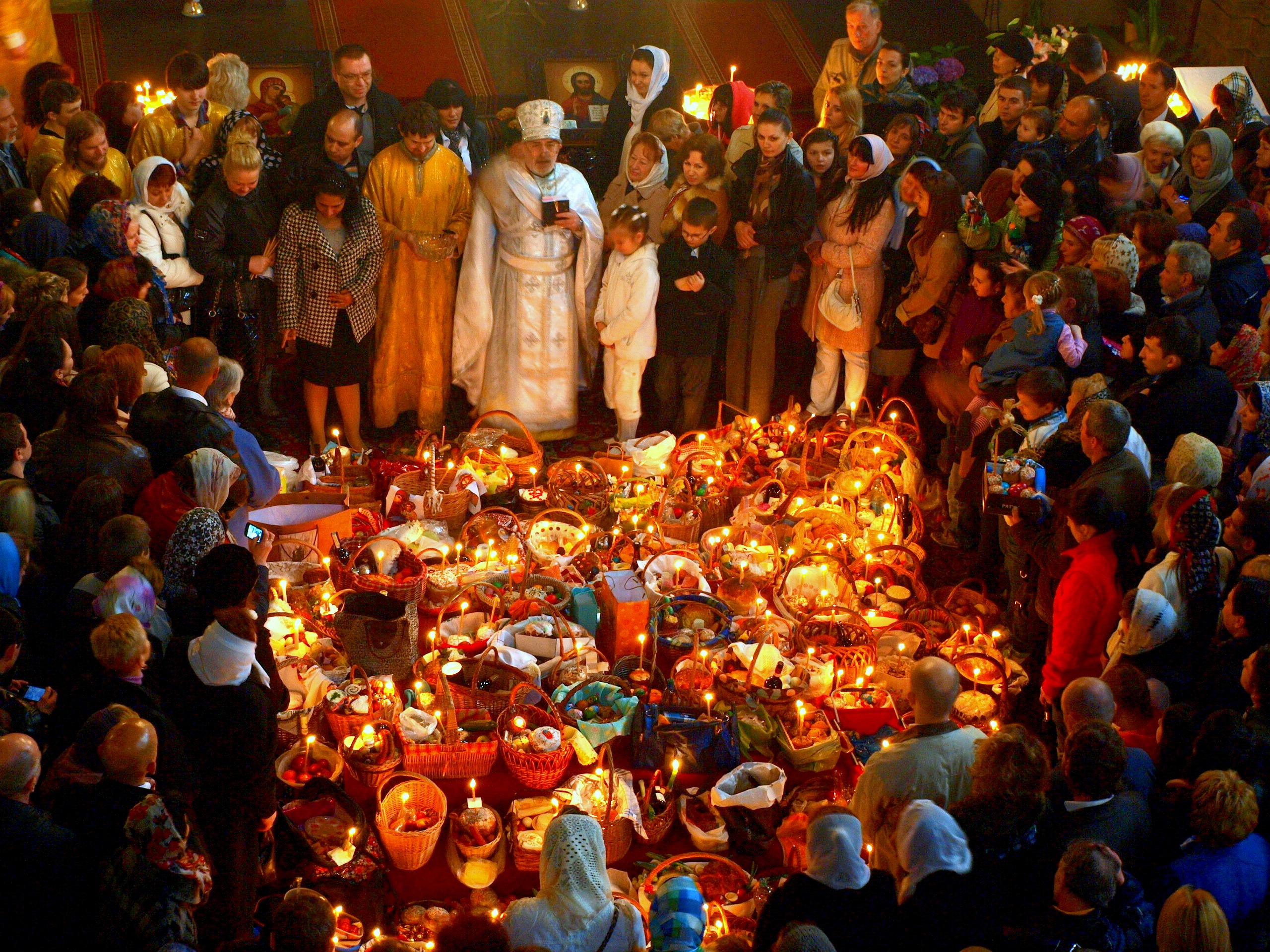
Bendición tradicional de alimentos en Pascua
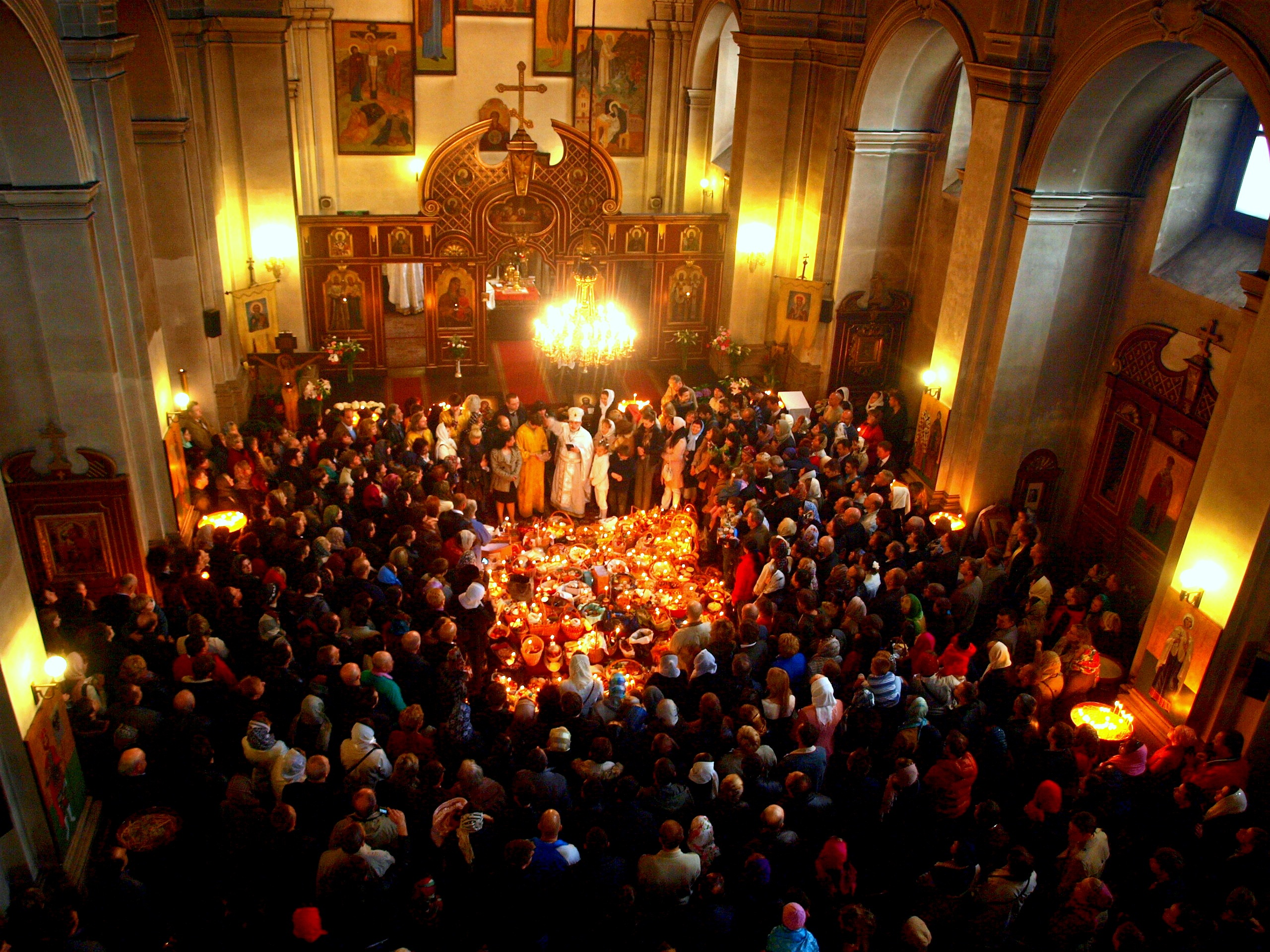
Bendición de alimentos en Pascua
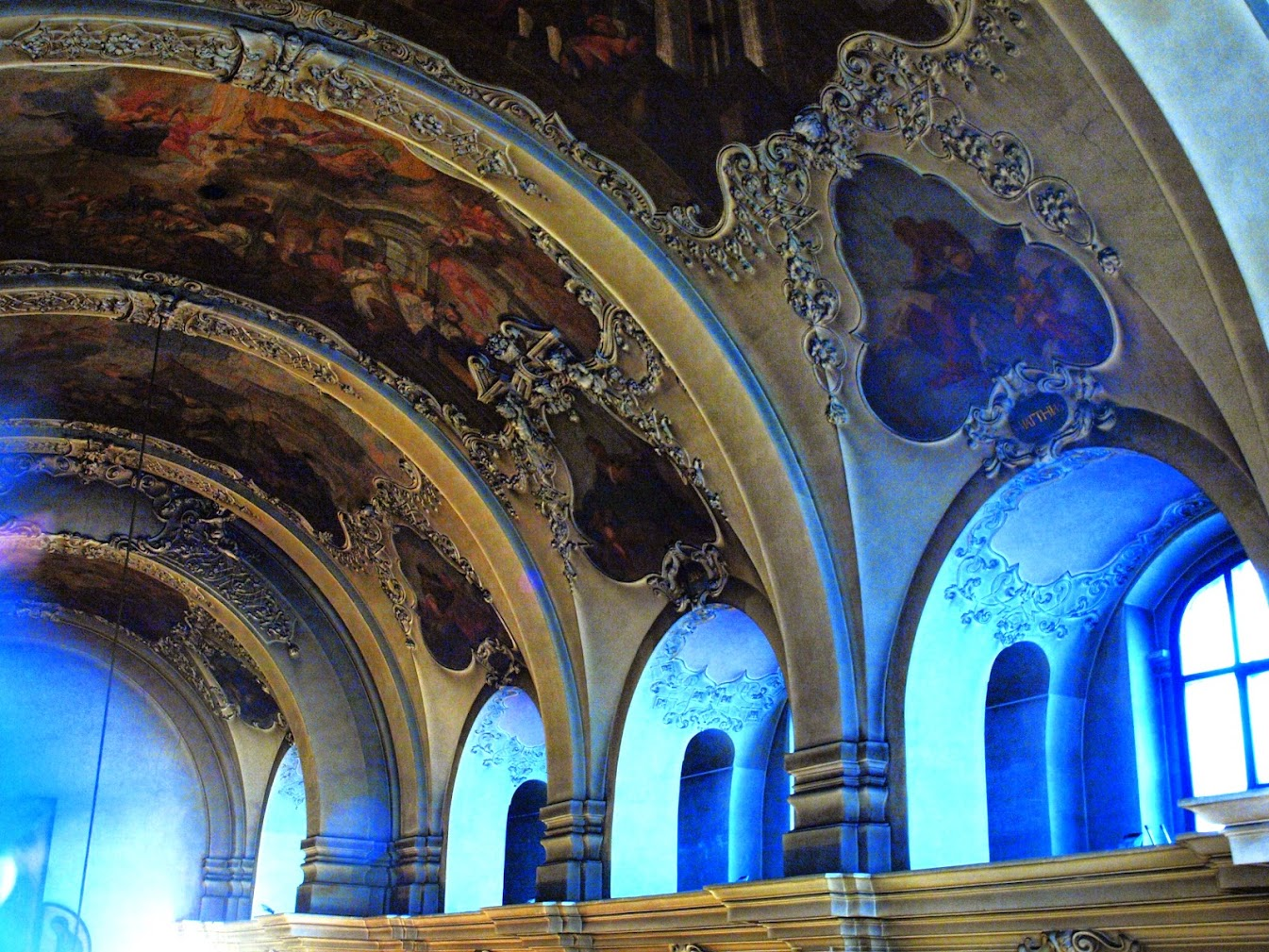
Bóveda de la iglesia
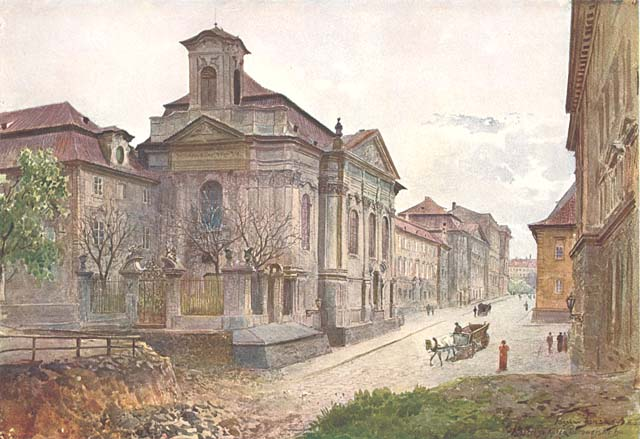
La iglesia en la pintura de Václav Jansa, entonces conocida como la iglesia de San Carlos Borromeo